# Список подсудимых процесса над «власовцами»

Судебный процесс над А. А. Власовым и его сообщниками (30 июля — 1 августа 1946 года)

В списке в алфавитном порядке представлены лица, в отношении которых с 30 июля по 1 августа 1946 года проводилось судебное следствие в Военной коллегии Верховного суда СССР в Москве в составе председательствующего В. В. Ульриха, членов коллегии Ф. Ф. Каравайкова и Г. Н. Данилова.

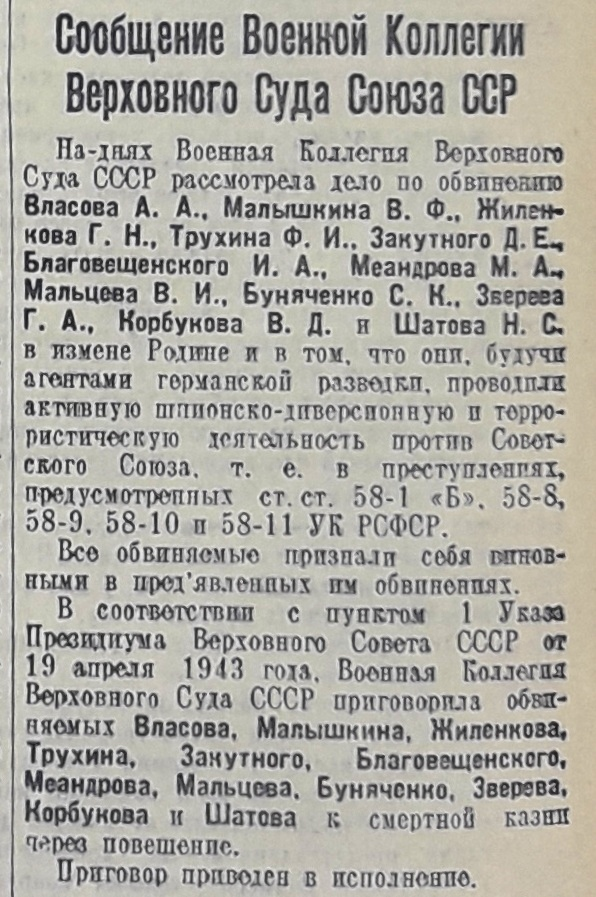
Сообщение в газете «Правда»
от 2 августа 1946 года

В СССР о судебном процессе до 2 августа 1946 года, когда в газетах «Правда» (№ 182) и «Известия» (№ 181) было опубликовано сообщение Военной коллегии Верховного суда СССР о закончившемся суде над А. А. Власовым и его сообщниками, ничего не сообщалось. Всего перед судом предстало 12 человек. В советских газетах подсудимые были названы «агентами германской разведки, проводившими активную шпионско-диверсионную и террористическую деятельность против Советского Союза».

## Обвинения
Подсудимым были предъявлены обвинения по следующим пунктам:
1. Совершение террористических актов, направленных против представителей советской власти или деятелей революционных и рабочих партий, крестьянских организаций, и участие в выполнении террористических актов, хотя бы и лицами, не принадлежащими к контрреволюционным организациям (ст. 58-8 УК РСФСР)
2. Разрушение или повреждение с контрреволюционной целью взрывом, поджогом или другими целями железной дороги или иных путей сообщений, связи, водопровода, общественных складов и иных сооружений, или государственного и общественного имущества (ст. 58-9 УК РСФСР)
3. Антисоветская агитация и пропаганда (ст. 58-10 ч. 2 УК РСФСР)
4. Всякого рода организационная деятельность, направленная к подготовке или совершению предусмотренных в настоящей главе[2] преступлений, а равно участие в организации, образованной для подготовки или совершения одного из преступлений, предусмотренных настоящей главой[2] (ст. 58-11 УК РСФСР)
5. Измена Родине со стороны военного персонала (ст. 58-1б УК РСФСР)

Кроме того, в отношении всех подсудимых применён Указ Президиума Верховного Совета СССР № 39 от 19 апреля 1943 года «О мерах наказания для немецко-фашистских злодеев, виновных в убийствах и истязаниях советского гражданского населения и пленных красноармейцев, для шпионов, изменников родины из числа советских граждан и для их пособников».
Сначала руководство СССР планировало провести публичный процесс над Власовым и другими руководителями РОА в Октябрьском зале Дома Союзов, однако, опасаясь изложения подсудимыми на открытом процессе антисоветских взглядов, «которые объективно могут совпадать с настроениями определённой части населения, недовольной советской властью», руководители процесса В. С. Абакумов и В. В. Ульрих обратились 26 апреля 1946 года к Сталину с просьбой «дело предателей <…> заслушать в закрытом судебном заседании <…> без участия сторон», что и было сделано.
Решение о смертном приговоре в отношении Власова и других было принято Политбюро ЦК ВКП(б) 23 июля 1946 года.
По итогам судебных разбирательств все подсудимые были признаны виновными по всем пунктам обвинения и приговорены к смертной казни через повешение, лишены воинских званий, а их имущество конфисковано. 1 августа 1946 года приговор был приведён в исполнение.
Тела казнённых кремировали в крематории НКВД и их прах высыпали в ров Донского монастыря (название в постсоветское время — «клумба невостребованных прахов»), куда, по утверждению историка Александрова К. М., в годы советской власти «десятилетиями методично ссыпали прах расстрелянных в Москве „врагов народа“».
1 ноября 2001 года Военная коллегия Верховного Суда Российской Федерации отказала в реабилитации Власова А. А. и других, отменив приговор в части осуждения по ч. 2 ст. 5810 УК РСФСР (антисоветская агитация и пропаганда) и прекратив в этой части дело за отсутствием состава преступления. В остальной части приговор оставлен без изменения.

## Условные обозначения в таблице
- В — персоналия признана виновной, согласно данному пункту предъявленного обвинения.
- Р — персоналия реабилитирована, по данному пункту предъявленного обвинения.
- Бежевым цветом в таблице выделены бывшие генералы РККА.

## Список подсудимых процесса над «власовцами»
Список составлен на основе списка подсудимых из следственного дела Н-18766 Центрального архива ФСБ РФ.
| Полное имя                     | Портрет                                 | Род занятий                         | Признание вины по пунктам обвинения | Признание вины по пунктам обвинения | Признание вины по пунктам обвинения | Признание вины по пунктам обвинения | Признание вины по пунктам обвинения | Признание вины по пунктам обвинения |
| Полное имя                     | Портрет                                 | Род занятий                         | 1                                   | 2                                   | 3                                   | 4                                   | 5                                   | У                                   |
| ------------------------------ | --------------------------------------- | ----------------------------------- | ----------------------------------- | ----------------------------------- | ----------------------------------- | ----------------------------------- | ----------------------------------- | ----------------------------------- |
| Иван Алексеевич Благовещенский | (14 сентября 1893 — 1 августа 1946)     | генерал-майор РОА                   | В                                   | В                                   | В/Р                                 | В                                   | В                                   | В                                   |
| Сергей Кузьмич Буняченко       | (5 октября 1902 — 1 августа 1946)       | генерал-майор КОНР                  | В                                   | В                                   | В/Р                                 | В                                   | В                                   | В                                   |
| Андрей Андреевич Власов        | (1 (14) сентября 1901 — 1 августа 1946) | генерал-лейтенант РОА               | В                                   | В                                   | В/Р                                 | В                                   | В                                   | В                                   |
| Георгий Николаевич Жиленков    | (1910 — 1 августа 1946)                 | генерал-лейтенант КОНР              | В                                   | В                                   | В/Р                                 | В                                   | В                                   | В                                   |
| Дмитрий Ефимович Закутный      | (7 ноября 1897 — 1 августа 1946)        | генерал-майор РОА                   | В                                   | В                                   | В/Р                                 | В                                   | В                                   | В                                   |
| Григорий Александрович Зверев  | (15 марта 1900 — 1 августа 1946)        | генерал-майор РОА                   | В                                   | В                                   | В/Р                                 | В                                   | В                                   | В                                   |
| Владимир Денисович Корбуков    | (25 марта 1900 — 1 августа 1946)        | полковник КОНР                      | В                                   | В                                   | В/Р                                 | В                                   | В                                   | В                                   |
| Виктор Иванович Мальцев        | (25 апреля 1895 — 1 августа 1946)       | генерал-майор, командующий ВВС КОНР | В                                   | В                                   | В/Р                                 | В                                   | В                                   | В                                   |
| Василий Фёдорович Малышкин     | (29 декабря 1896 — 1 августа 1946)      | генерал-майор КОНР                  | В                                   | В                                   | В/Р                                 | В                                   | В                                   | В                                   |
| Михаил Алексеевич Меандров     | (22 октября 1894 — 1 августа 1946)      | генерал-майор КОНР                  | В                                   | В                                   | В/Р                                 | В                                   | В                                   | В                                   |
| Фёдор Иванович Трухин          | (29 февраля 1896 — 1 августа 1946)      | генерал-майор КОНР                  | В                                   | В                                   | В/Р                                 | В                                   | В                                   | В                                   |
| Николай Степанович Шатов       | (29 апреля 1901 — 1 августа 1946)       | полковник КОНР                      | В                                   | В                                   | В/Р                                 | В                                   | В                                   | В                                   |